# Federica Russo
Federica Russo (Torino, 10 ottobre 1991) è un'ex calciatrice italiana, di ruolo portiere.

## Biografia
Federica Russo nasce a Torino, assieme alla sorella gemella Ludovica, nell'ottobre 1991. Il padre, calciatore dilettante e in seguito allenatore, trasmette a lei e alla sorella la passione per il calcio fin da piccole e favorendo il loro avvicinamento allo sport. Federica si sente attratta dal ruolo di portiere fin dalle partitelle con gli amici mentre la sorella Ludovica, che assieme a lei condividerà in seguito la maglia prima dell'Alba e poi del Cuneo, quello di difensore.

## Carriera
All'età di 12 anni si tessera con l'allora Juventus 1978 (in seguito Juventus Torino), società con la quale gioca come estremo difensore la prima parte della carriera giovanile prima di trasferirsi al Torino per la stagione 2009-2010, dove si alterna tra i pali con Elisabetta Scaramuzzi. Debutta in Serie A, massimo livello del campionato italiano femminile di calcio, il 9 gennaio 2010, scendendo in campo dal primo minuto nell'incontro perso 3-0 fuori casa con le avversarie del Venezia 1984. Già dalla stagione successiva Russo diventa il portiere titolare, posizione che manterrà anche il quella 2011-2012, l'ultima in maglia granata, che vede molte delle atlete lasciare assieme a lei la società al termine del campionato. Nelle tre stagioni trascorse con la società torinese contribuisce a raggiungere un'agevole salvezza, totalizzando 60 presenze in campionato.
Durante il calciomercato estivo 2012 decide di trasferirsi all'estero, accettando la proposta del Rapid Lugano per disputare la stagione entrante in Lega Nazionale B, il secondo livello del campionato svizzero, decisione condivisa anche dalla compagna Cecilia Salvai anche lei proveniente dal reparto difensivo del Torino. Con le svizzere rimane una sola stagione, condividendo con le compagne il campionato disputato sempre nelle posizioni di vertice e concluso al terzo posto, a tre punti da Aarau e Neunkirch che guadagnano la promozione in Lega Nazionale A.
Nell'estate 2013 decide di proseguire l'attività in patria, sottoscrivendo un accordo con l'Alba, società iscritta alla Serie B 2013-2014 tornata ad essere secondo livello dopo la riforma del campionato italiano. Qui passa due stagioni in cui la squadra si posiziona sempre nelle parti alte della classifica, concludendo la prima al terzo posto, a 5 punti dal Cuneo, e quella seguente al secondo, avvicendandosi alla testa della classifica con il Luserna che si era fatta sfuggire la promozione all'ultima giornata della precedente stagione. Nella prima inizia come vice di Simona Cazzato, sostituendola nella seconda parte della stagione, per passare titolare in quella 2014-2015, al termine della quale decide di lasciare la società con un tabellino di 39 presenze e 25 reti subite.
Il campionato successivo decide di trasferirsi con la sorella al Cuneo, società appena retrocessa dalla sua prima Serie A, che le offre un posto di titolare tra i pali per la stagione 2015-2016 e che condividerà con la vice Arianna Ozimo. La stagione si rivela proficua, con la squadra che sempre ai vertici della classifica del girone C riuscendo, anche grazie alla maggior caratura tecnica dell'organico, a conquistare posizioni di vertice già nella prima parte del campionato, confermando il risultato a fine stagione sopravanzando di un punto il Castelfranco secondo classificato e riconquistando la promozione in Serie A dopo un solo anno di cadetteria. Russo tuttavia conclude il rapporto con la società a fine campionato, congedandosi con un tabellino di 20 presenze e 12 reti subite in campionato.
Durante il calciomercato estivo 2016 formalizza il suo trasferimento al Luserna per la stagione entrante, società alla sua seconda Serie A consecutiva. Condividendo il ruolo con Chiara Serafino affronta con la squadra il difficile percorso in campionato, raramente in grado di staccarsi dalla zona retrocessione e conclusosi all'undicesimo e penultimo posto costringendo la società al rientro in cadetteria nella successiva stagione. Russo decide di lasciare la società, congedandosi con un tabellino di 12 presenze e 41 reti subite in campionato alle quali si aggiungono quelle in Coppa Italia.
Nell'agosto 2017 la neonata Juventus la inserisce nella lista delle prime 12 tesserate per la stagione 2017-2018, condividendo il ruolo con Laura Giuliani e ritrovando Salvai già sua compagna al Torino e al Rapid Lugano. Mentre in Coppa Italia il tecnico Rita Guarino la impiega all'inizio del torneo, in campionato deve aspettare l'ultimo incontro del 12 maggio 2018, dove l'avvicendamento tra i pali è necessario per l'infortunio occorso a Giuliani partita titolare.
Dopo 2 stagioni in bianconero, nell'estate 2019 scende in Serie B, firmando con il neopromosso Napoli.
Nel luglio 2021 si è trasferita al Pomigliano, società neopromossa in Serie A. Vi è rimasta per la sola prima parte della stagione 2021-22, rescindendo il contratto al termine del girone d'andata. A metà gennaio 2022 si è accordata con la Fiorentina per la seconda parte di stagione in Serie A.
Ha annunciato la fine della sua carriera da calciatrice al termine della stagione 2023-24.

## Statistiche

### Presenze e reti nei club
| Stagione          | Squadra           | Campionato        | Campionato | Campionato | Coppe nazionali | Coppe nazionali | Coppe nazionali | Coppe continentali | Coppe continentali | Coppe continentali | Altre coppe | Altre coppe | Altre coppe | Totale | Totale |
| Stagione          | Squadra           | Comp              | Pres       | Reti       | Comp            | Pres            | Reti            | Comp               | Pres               | Reti               | Comp        | Pres        | Reti        | Pres   | Reti   |
| ----------------- | ----------------- | ----------------- | ---------- | ---------- | --------------- | --------------- | --------------- | ------------------ | ------------------ | ------------------ | ----------- | ----------- | ----------- | ------ | ------ |
| 2009-2010         | Torino            | A                 | 8          | -18        | CI              | ?               | ?               |                    | -                  | -                  |             | -           | -           | 8      | -18    |
| 2010-2011         | Torino            | A                 | 26         | -47        | CI              | 2               | -6              |                    | -                  | -                  |             | -           | -           | 28     | -53    |
| 2011-2012         | Torino            | A                 | 26         | -43        | CI              | ?               | ?               |                    | -                  | -                  |             | -           | -           | 26     | -43    |
| Totale Torino     | Totale Torino     | Totale Torino     | 60         | -108       |                 | 2+              | -6              |                    | -                  | -                  |             | -           | -           | 62+    | -114   |
| 2012-2013         | Rapid Lugano      | LNB               | ?          | ?          | CS              | ?               | ?               |                    | -                  | -                  |             | -           | -           | ?      | ?      |
| 2013-2014         | Alba              | B                 | 13         | -7         | CI              | 0               | 0               |                    | -                  | -                  |             | -           | -           | 13     | -7     |
| 2014-2015         | Alba              | B                 | 26         | -18        | CI              | ?               | ?               |                    | -                  | -                  |             | -           | -           | 26     | -18    |
| Totale Alba       | Totale Alba       | Totale Alba       | 39         | -25        |                 | ?               | ?               |                    | -                  | -                  |             | -           | -           | 39+    | -25    |
| 2015-2016         | Cuneo             | B                 | 20         | -12        | CI              | 6               | -6              |                    | -                  | -                  |             | -           | -           | 26     | -18    |
| 2016-2017         | Luserna           | A                 | 12         | -41        | CI              | 2               | -2              |                    | -                  | -                  |             | -           | -           | 14     | -43    |
| 2017-2018         | Juventus          | A                 | 1          | 0          | CI              | 2               | 0               |                    | -                  | -                  |             | -           | -           | 3      | 0      |
| 2018-2019         | Juventus          | A                 | 0          | 0          | CI              | 3               | 0               | UWCL               | 0                  | 0                  | SI          | 0           | 0           | 3      | 0      |
| Totale Juventus   | Totale Juventus   | Totale Juventus   | 1          | 0          |                 | 5               | 0               |                    | 0                  | 0                  |             | 0           | 0           | 6      | 0      |
| 2019-2020         | Napoli            | B                 | 15         | -13        | CI              | 0               | 0               | -                  | -                  | -                  | -           | -           | -           | 15     | -13    |
| 2020-2021         | Riozzese Como     | B                 | 21         | -20        | CI              | 0               | 0               | -                  | -                  | -                  | -           | -           | -           | 21     | -20    |
| lug.-dic. 2021    | Pomigliano        | A                 | 0          | 0          | CI              | 1               | -1              | -                  | -                  | -                  | -           | -           | -           | 1      | -1     |
| gen.-giu. 2022    | Fiorentina        | A                 | 1          | 0          | CI              | 0               | 0               | -                  | -                  | -                  | -           | -           | -           | 1      | 0      |
| 2022-2023         | Fiorentina        | A                 | 0          | 0          | CI              | 1               | -1              | -                  | -                  | -                  | -           | -           | -           | 1      | -1     |
| 2023-2024         | Fiorentina        | A                 | 0          | 0          | CI              | 0               | 0               | -                  | -                  | -                  | -           | -           | -           | 0      | 0      |
| Totale Fiorentina | Totale Fiorentina | Totale Fiorentina | 1          | 0          |                 | 1               | -1              |                    | -                  | -                  |             | -           | -           | 2      | -1     |
| Totale carriera   | Totale carriera   | Totale carriera   | 169+       | -219       | -               | 17+             | -16+            | -                  | 0                  | 0                  | -           | 0           | 0           | 186+   | -235+  |

## Palmarès

### Club
- Campionato italiano di Serie B: 1

Cuneo: 2015-2016 (girone C)
- Campionato italiano: 2

Juventus: 2017-2018, 2018-2019
- Coppa Italia: 1

Juventus: 2018-2019